# Jacques Cathelineau
Jacques Cathelineau (Le Pin-en-Mauges, 5 gennaio 1759 – Saint-Florent-le-Vieil, 14 luglio 1793) è stato un generale francese, dell'armata vandeana, ultrarealista che si oppose alla Rivoluzione francese e che combatté le Guerre di Vandea. Fu soprannominato "il santo dell'Angiò" (in francese "le saint de l'Anjou").

## Biografia
Nato a Le Pin-en-Mauges nella regione del Maine e Loira, di umili natali, all'epoca della rivolta in Vandea esercitava la professione di venditore ambulante. Era anche il sacrestano della sua parrocchia. Molto religioso, fu soprannominato "il santo dell'Angiò". Jacques Cathelineau aderì all'insurrezione su consiglio del suo curato, l'abate Cantiteau. Spinto da questo sacerdote militante, Jacques Cathelineau, allora trentacinquenne, che era padre di famiglia e quindi esentato della leva obbligatoria proclamata dalla convenzione, prese le armi.
Il 10 marzo 1793, Cathelineau abbandona la sua casa, riunisce i suoi vicini e li convince che il solo mezzo per sottrarsi alla punizione che li attende, è di prendere apertamente le armi e cacciare i repubblicani.
Il 12 marzo, prese l'iniziativa e riunì tutti gli uomini validi del suo villaggio per affrontare i repubblicani. Ventisette giovani lo seguirono, si armano di fretta con tutti gli attrezzi che gli capitarono sotto mano, e marciarono su Jallais, diedero l'allarme e reclutando una folla di contadini convinti dalle parole di Cathelineau. Arrivato dinanzi a Jallais il 13 marzo, era difesa da 80 repubblicani ed un pezzo di artiglieria, subito catturò il cannone e occupò la città. Subito dopo questa vittoria, si spostarono su Chemillé in cui si scontrarono con pochi repubblicani a difesa della città, ottenendo un'altra vittoria dopo una forte resistenza: quest'impresa esaltò moltissime persone e numerosi rinforzi si aggiunsero alle forze di Cathelineau.
Dopo il 14 marzo, aveva 3.000 uomini, e con l'aiuto di Stofflet si presentò dinanzi a Cholet dove fu nuovamente vincitore. Fu allora che l'importanza della sempre crescente insurrezione vandeana portò i contadini a scegliere come loro capi Bonchamps e D'Elbée.
Nonostante la nobile provenienza di questi generali, Cathelineau venne trattato come un loro pari ed ebbe un'influenza immensa sui contadini, e combatté con il suo costante coraggio a Vihiers, Chalonnes-sur-Loire. La campagna si interruppe, e gli insorti rientrarono nelle loro case per celebrare le feste di Pasqua.
Il 9 aprile, le sue bande erano nuovamente sotto le armi, ma egli dovette evacuare Chemillé e ritirarsi fino a Tiffauges. Con 3000 uomini, si aggiunse a Stofflet, prendendo con lui Cholet, Vihiers e Chalonnes-sur-Loire. Occupò Beaupréau il 23 aprile e Thouars il 5 maggio.
Lasciò La Châtaigneraie il 14 maggio, e venne sconfitto dal generale Alexis Chalbos a Fontenay-le-Comte ; il 16 maggio, prese la sua rivincita occupando Montreuil-Bellay e Saumur il 9 giugno 1793.
Dopo la presa di quest'ultima città, l'insurrezione aveva preso una tale importanza che i generali monarchici credettero di dovere fare un accordo per continuare le loro operazioni, affidando il comando ad uno solo. Molto gradito delle truppe, fu proclamato da Louis Marie de Lescure e Maurice-Louis-Joseph Gigot d'Elbée "generalissimo" dell'Esercito cattolico e reale dall'assemblea dei capi vandeani il 12 giugno 1793, un modo forse per tenere unite le masse contadine che costituivano la gran parte dell'esercito vandeano, mettendo uno dei loro rappresentanti alla loro testa.

Dopo avere preso Angers senza difficoltà il 23 giugno, l'esercito cattolico e reale fu condotto alla Battaglia di Nantes, il 29 giugno. 
Il nuovo generalissimo si presentò dinanzi alla città di Nantes, alla testa di 40.000 uomini, mentre Charette doveva assecondarlo con 10.000 insorti della regione di Pays de Retz e del Basso-Poitou.
Ma questa spedizione venne male progettata, e divenne un fallimento contro gli sforzi degli abitanti e di una guarnigione di 12.000 uomini. Il 29, Jacques Cathelineau, che attaccava la porta di Rennes, penetrò fino a piazza Viarme dove un proiettile, sparato da una finestra, lo ferì mortalmente. Vedendo il loro capo gravemente ferito, i vandeani arretrarono e furono annientati.
Trasportato morente a Saint-Florent-le-Vieil, vi morì a causa delle sue ferite il 14 luglio 1793. La sua salma riposa nella cappella di San Carlo a Saint-Florent-Le-Vieil.
I suoi figli, Jacques-Joseph de Cathelineau divennero nobili dopo la Restaurazione. Suo nipote, Henri de Cathelineau, combatté negli Zuavi pontifici e fu ufficiale durante la Guerra franco-prussiana del 1870.